# مسابقات تکواندو قهرمانی آسیا ۲۰۱۰
مسابقات تکواندو قهرمانی آسیا ۲۰۱۰، نوزدهمین دوره مسابقات تکواندو قهرمانی آسیا بود که از ۲۱ تا ۲۳ مه ۲۰۱۰، در مجموعه ورزشی دائولت در نورسلطان، قزاقستان برگزار شد.

## خلاصه مدال‌ها

### مردان
| رویداد               | طلا                          | نقره                       | برنز                              |
| Finweight −۵۴ ک‌گ     | Chutchawal Khawlaor · تایلند | Japoy Lizardo · فیلیپین    | Nariman Shakirov · قزاقستان       |
| Finweight −۵۴ ک‌گ     | Chutchawal Khawlaor · تایلند | Japoy Lizardo · فیلیپین    | Sobir Nazaraliev · ازبکستان       |
| Flyweight −۵۸ ک‌گ     | Pen-ek Karaket · تایلند      | Wei Chen-yang · تایوان     | Xu Yongzeng · چین                 |
| Flyweight −۵۸ ک‌گ     | Pen-ek Karaket · تایلند      | Wei Chen-yang · تایوان     | Pheruz Sattarov · ازبکستان        |
| Bantamweight −۶۳ ک‌گ  | Ham Kyu-hwan · کرهٔ جنوبی     | Chu Yuan-chih · تایوان     | رضا نادریان · ایران               |
| Bantamweight −۶۳ ک‌گ  | Ham Kyu-hwan · کرهٔ جنوبی     | Chu Yuan-chih · تایوان     | Zainobiddin Nazaraliev · ازبکستان |
| Featherweight −۶۸ ک‌گ | محمد باقری معتمد · ایران     | Jang Se-wook · کرهٔ جنوبی   | محمد ابولیبه · اردن               |
| Featherweight −۶۸ ک‌گ | محمد باقری معتمد · ایران     | Jang Se-wook · کرهٔ جنوبی   | Lê Huỳnh Châu · ویتنام            |
| Lightweight −۷۴ ک‌گ   | فرزاد عبداللهی · ایران       | Kim Bae-hoon · کرهٔ جنوبی   | Dmitriy Kim · ازبکستان            |
| Lightweight −۷۴ ک‌گ   | فرزاد عبداللهی · ایران       | Kim Bae-hoon · کرهٔ جنوبی   | Li Lai · چین                      |
| Welterweight −۸۰ ک‌گ  | مسعود حجی‌زواره · ایران       | Alisher Gulov · تاجیکستان  | Sultan Kassymov · قزاقستان        |
| Welterweight −۸۰ ک‌گ  | مسعود حجی‌زواره · ایران       | Alisher Gulov · تاجیکستان  | Marlon Avenido · فیلیپین          |
| Middleweight −۸۷ ک‌گ  | Jung Young-han · کرهٔ جنوبی   | یوسف کرمی · ایران          | Yazan Al-Sadeq · اردن             |
| Middleweight −۸۷ ک‌گ  | Jung Young-han · کرهٔ جنوبی   | یوسف کرمی · ایران          | Yin Zhimeng · چین                 |
| Heavyweight +۸۷ ک‌گ   | حسین تاجیک · ایران           | Arman Chilmanov · قزاقستان | Abdulqader Al-Adhami · قطر        |
| Heavyweight +۸۷ ک‌گ   | حسین تاجیک · ایران           | Arman Chilmanov · قزاقستان | Kim Jung-soo · کرهٔ جنوبی          |

### زنان
| رویداد               | طلا                          | نقره                           | برنز                         |
| Finweight −۴۶ ک‌گ     | Jeon Seo-yeon · کرهٔ جنوبی    | Yu Hu-chia · تایوان            | Dana Haidar · اردن           |
| Finweight −۴۶ ک‌گ     | Jeon Seo-yeon · کرهٔ جنوبی    | Yu Hu-chia · تایوان            | Aizhan Alizhanova · قزاقستان |
| Flyweight −۴۹ ک‌گ     | وو جینگیو · چین              | Erika Kasahara · ژاپن          | چاناتیپ سونکهام · تایلند     |
| Flyweight −۴۹ ک‌گ     | وو جینگیو · چین              | Erika Kasahara · ژاپن          | Yang Shu-chun · تایوان       |
| Bantamweight −۵۳ ک‌گ  | Lei Jie · چین                | سمانه شش‌پری · ایران            | Lee Su-ji · کرهٔ جنوبی        |
| Bantamweight −۵۳ ک‌گ  | Lei Jie · چین                | سمانه شش‌پری · ایران            | Shahd Al-Tarman · اردن       |
| Featherweight −۵۷ ک‌گ | تسنگ لی-چنگ · تایوان         | Hou Yuzhuo · چین               | سوسن حاجی‌پور · ایران         |
| Featherweight −۵۷ ک‌گ | تسنگ لی-چنگ · تایوان         | Hou Yuzhuo · چین               | Jung Jin-hee · کرهٔ جنوبی     |
| Lightweight −۶۲ ک‌گ   | Kim Mi-kyung · کرهٔ جنوبی     | Chonnapas Premwaew · تایلند    | Nghiêm Thị Huyền · ویتنام    |
| Lightweight −۶۲ ک‌گ   | Kim Mi-kyung · کرهٔ جنوبی     | Chonnapas Premwaew · تایلند    | Lia Karina Mansur · اندونزی  |
| Welterweight −۶۷ ک‌گ  | Woo Seu-mi · کرهٔ جنوبی       | Dilobar Saydullaeva · ازبکستان | پریسا فرشیدی · ایران         |
| Welterweight −۶۷ ک‌گ  | Woo Seu-mi · کرهٔ جنوبی       | Dilobar Saydullaeva · ازبکستان | Chuang Chia-chia · تایوان    |
| Middleweight −۷۳ ک‌گ  | Feruza Yergeshova · قزاقستان | Han Yingying · چین             | Rapatkorn Prasopsuk · تایلند |
| Middleweight −۷۳ ک‌گ  | Feruza Yergeshova · قزاقستان | Han Yingying · چین             | Sun Ai-chi · تایوان          |
| Heavyweight +۷۳ ک‌گ   | اوه هیه-ری · کرهٔ جنوبی       | Evgeniya Karimova · ازبکستان   | Wang Junnan · ماکائو         |
| Heavyweight +۷۳ ک‌گ   | اوه هیه-ری · کرهٔ جنوبی       | Evgeniya Karimova · ازبکستان   | Eka Sahara · اندونزی         |

## جدول مدال‌ها
| رتبه            | کشور            | طلا | نقره | برنز | مجموع |
| --------------- | --------------- | --- | ---- | ---- | ----- |
| ۱               | کرهٔ جنوبی       | ۶   | ۲    | ۳    | ۱۱    |
| ۲               | ایران           | ۴   | ۲    | ۳    | ۹     |
| ۳               | چین             | ۲   | ۲    | ۳    | ۷     |
| ۴               | تایلند          | ۲   | ۱    | ۲    | ۵     |
| ۵               | تایوان          | ۱   | ۳    | ۳    | ۷     |
| ۶               | قزاقستان        | ۱   | ۱    | ۳    | ۵     |
| ۷               | ازبکستان        | ۰   | ۲    | ۴    | ۶     |
| ۸               | فیلیپین         | ۰   | ۱    | ۱    | ۲     |
| ۹               | تاجیکستان       | ۰   | ۱    | ۰    | ۱     |
| ۹               | ژاپن            | ۰   | ۱    | ۰    | ۱     |
| ۱۱              | اردن            | ۰   | ۰    | ۴    | ۴     |
| ۱۲              | اندونزی         | ۰   | ۰    | ۲    | ۲     |
| ۱۲              | ویتنام          | ۰   | ۰    | ۲    | ۲     |
| ۱۴              | قطر             | ۰   | ۰    | ۱    | ۱     |
| ۱۴              | ماکائو          | ۰   | ۰    | ۱    | ۱     |
| مجموع (۱۵ کشور) | مجموع (۱۵ کشور) | ۱۶  | ۱۶   | ۳۲   | ۶۴    |